# Hypoponera confinis
Hypoponera confinis es una especie de hormiga del género Hypoponera, subfamilia Ponerinae. 

## Subespecies
- Hypoponera confinis aitkenii Forel, 1900
- Hypoponera confinis confinis Forel, 1900
- Hypoponera confinis epinotalis Viehmeyer, 1916
- Hypoponera confinis javana Forel, 1905
- Hypoponera confinis singaporensis Viehmeyer, 1916
- Hypoponera confinis wroughtonii Forel, 1900

## Distribución
Esta especie se encuentra en Indonesia, Sri Lanka, Fiyi, Micronesia, Palaos y Samoa.